# Finabank
Finabank N.V. is een bank in Suriname, opgericht op 24 april 1991. Zij is een primaire bank, gespecialiseerd in de business- en retail banking sector. 

## Schets van Finabank
De bank is in 1991 opgericht door ondernemer  Jules August Tjin Wong Joe.  
De bank heeft thans 3 vestigingen en 7 geldautomaten. Per ultimo 2015 bedroegen haar activa SRD 701 miljoen, waardoor zij behoort tot de vier grootste banken in Suriname. Het aantal medewerkers is 120. 
De Raad van Commissarissen is verantwoordelijk voor het houden van toezicht op het beleid van de directie en staat haar bij met advies. Hij bestaat uit personen uit het bedrijfsleven en andere sectoren van de samenleving. Het directieteam is belast met het dagelijks bestuur. 
De bank richt zich op de zakelijke markt door het aanbieden van producten als giro- en spaarrekeningen, cash pooling accounts, investerings- en rekening-courantkredieten, bankgaranties, forex en foreign transfers business, Point of Sale faciliteiten en e-commerce betalingsopties. Op de consumentenmarkt biedt zij giro- en spaarrekeningen, persoonlijke leningen, hypotheken, betaalinstrumenten, waaronder automated teller machines, creditcards en internetbanking, aan. 
Haar bestand bestaat uit zakelijke en particuliere klanten die waarde hechten aan duurzaam partnerschap en op maat gesneden oplossingen, zodat aan hun financiële behoeften kan worden voldaan. De bank levert verantwoorde en innovatieve diensten, waarbij de belangen van de cliënten voorop staan. 
Haar strategie is gericht op het behalen van een aanvaardbaar aandeel in de bancaire markt. 
De Centrale Bank van Suriname is de toezichthouder en verleende de Finabank op 27 oktober 2005 de status van deviezenbank.
In 2023 gaf de CariCRIS een kredietwaardigheidsrating aan de Finabank van A+/A.

## Trivia
De Surinaamse Finabank moet niet worden verward met de voormalige Fina Bank Group (1986-2013) in Kenia, Rwanda en Oeganda.